# 第70屆奧斯卡金像獎
第70届奥斯卡颁奖典礼是美国电影艺术与科学学院旨在奖励1997年最优秀电影的一场晚会，于太平洋时区1998年3月23日下午18点（北美东部时区晚上21点）在加利福尼亚州洛杉矶的神殿礼堂举行，共计颁发了24座奥斯卡金像奖（也称学院奖）。晚会通过ABC在美国直播，由吉尔·凯茨担任制片人，路易斯··霍维茨导演。男演员比利·克里斯托第六度担任主持人。他曾于1990年的第62届奥斯卡颁奖典礼中首度主持，而上一次担任主持人则是在一年前举行的第69届奥斯卡颁奖典礼。近一个月前的2月28日，女演员艾希莉·賈德在比佛利山的威尔希尔丽晶酒店主持颁发了奥斯卡科技成果奖。
《泰坦尼克号》赢得了包括最佳影片和导演在内的11项大奖，是这个夜晚的最大赢家，还追平了奥斯卡金像奖历史上一部电影获奖数量最多的纪录。其它获奖电影包括获奖两项的《尽善尽美》、《心灵捕手》和《洛城机密》，获奖一项的《黑衣人》、《光豬六壯士》、《棋逢敌手》、《外交官的抉择》（Visas and Virtue）、《角色》（Karakter）、《遥遥归乡路》（The Long Way Home）以及《复原的故事》（A Story of Healing）。晚会的电视直播平均吸引了超过5700万美国观众收看，创下了历史上的新纪录。

## 获奖和提名
第70届奥斯卡金像奖提名名单于1998年1月27日由学院主席罗伯特·莱姆（Robert Rehme）和女演员吉娜·戴维斯一起在比佛利山的塞缪尔·戈尔德温剧院公布。《泰坦尼克号》以多达14项提名领跑，还追平了《彗星美人》创下的提名纪录（再次出現入圍14項的影片為第89屆奧斯卡金像獎的《樂來越愛你》），《心灵捕手》和《洛城机密》均以9项提名排在第二位。
获奖名单在1998年3月23日举行的颁奖典礼上公布。获奖11项的《泰勒尼克号》追平了《宾虚》所创获奖最多的电影纪录。影片也成为继1965年的《音乐之声》以来首部没有获得编剧类奖项提名而拿下最佳影片奖的电影。女主角奖得主海伦·亨特成为第一位获奥斯卡奖同时还在主演电视节目的演员，杰克·尼科尔森成为第四位获得三项表演类奖项的演员，两人都是因《尽善尽美》获奖，该片也成为历史上第七部斩获影帝影后两项桂冠的电影。凯特·温丝莱特和格劳瑞亚·斯图尔特因在《泰坦尼克号》中分别扮演年轻和年老时的罗斯·德威特·布卡特（Rose DeWitt Bukater）而分获女主角奖及女配角奖提名，这也是电影史上首次有两位女演员在同一部电影中饰演同一角色并双双获表演奖提名。同时斯图尔特获提名时已是87岁高龄，创下提名人数年龄的最高纪录。

### 奖项

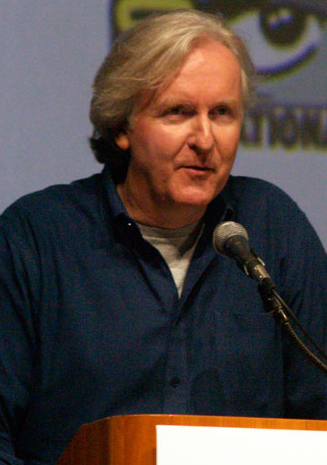
詹姆斯·卡梅隆因《泰坦尼克号》获导演奖。

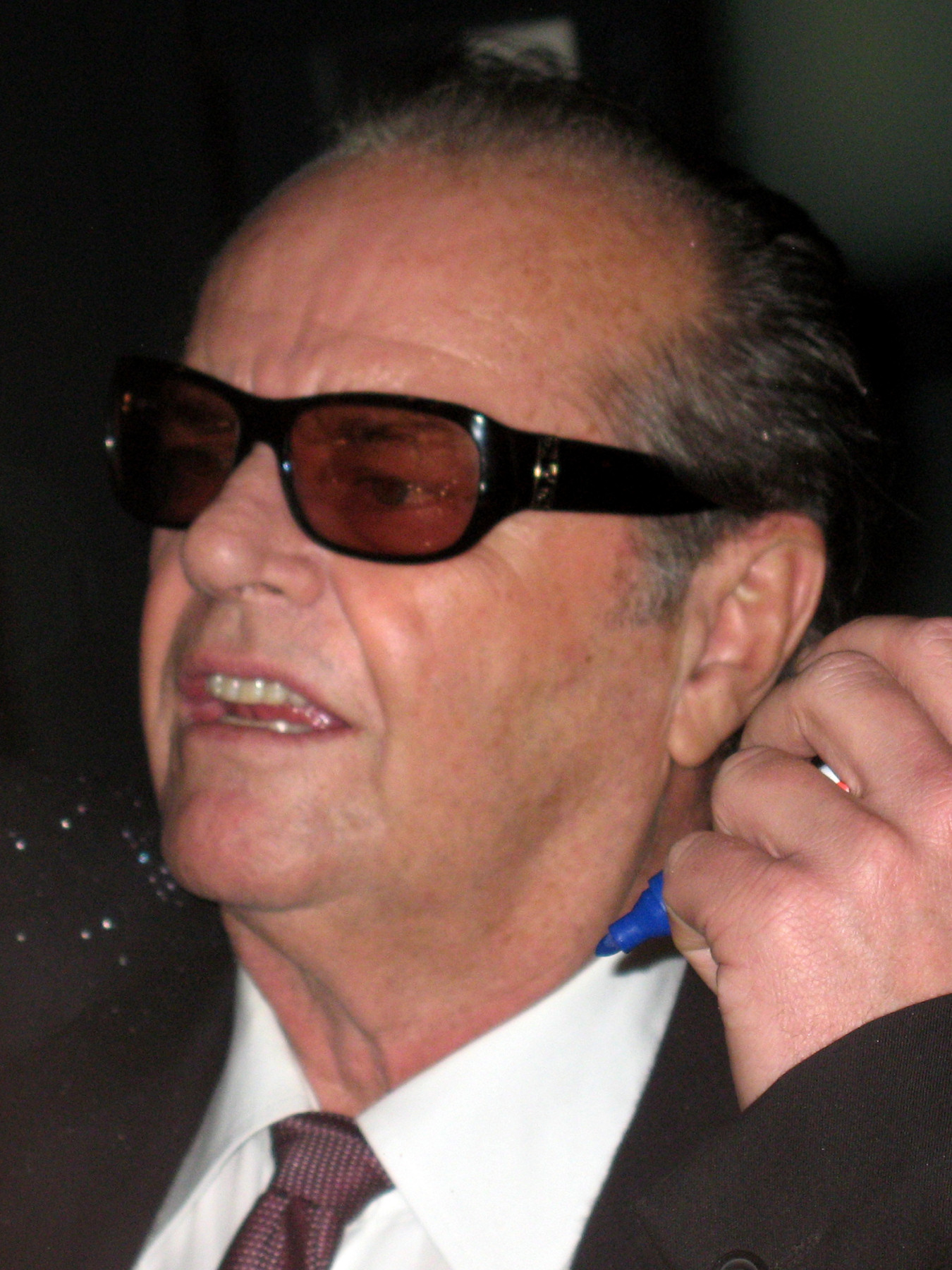
杰克·尼科尔森因《尽善尽美》获男主角奖。

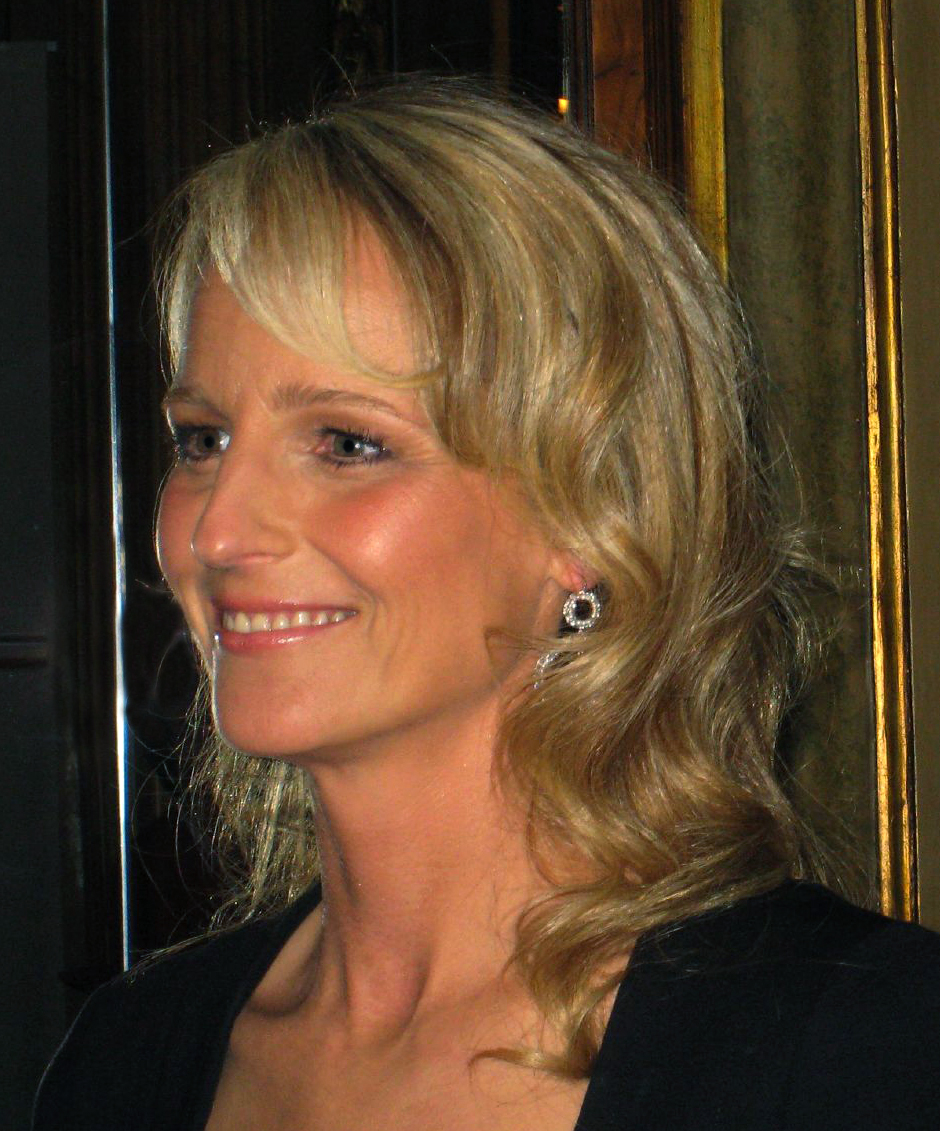
海伦·亨特因《尽善尽美》获女主角奖。

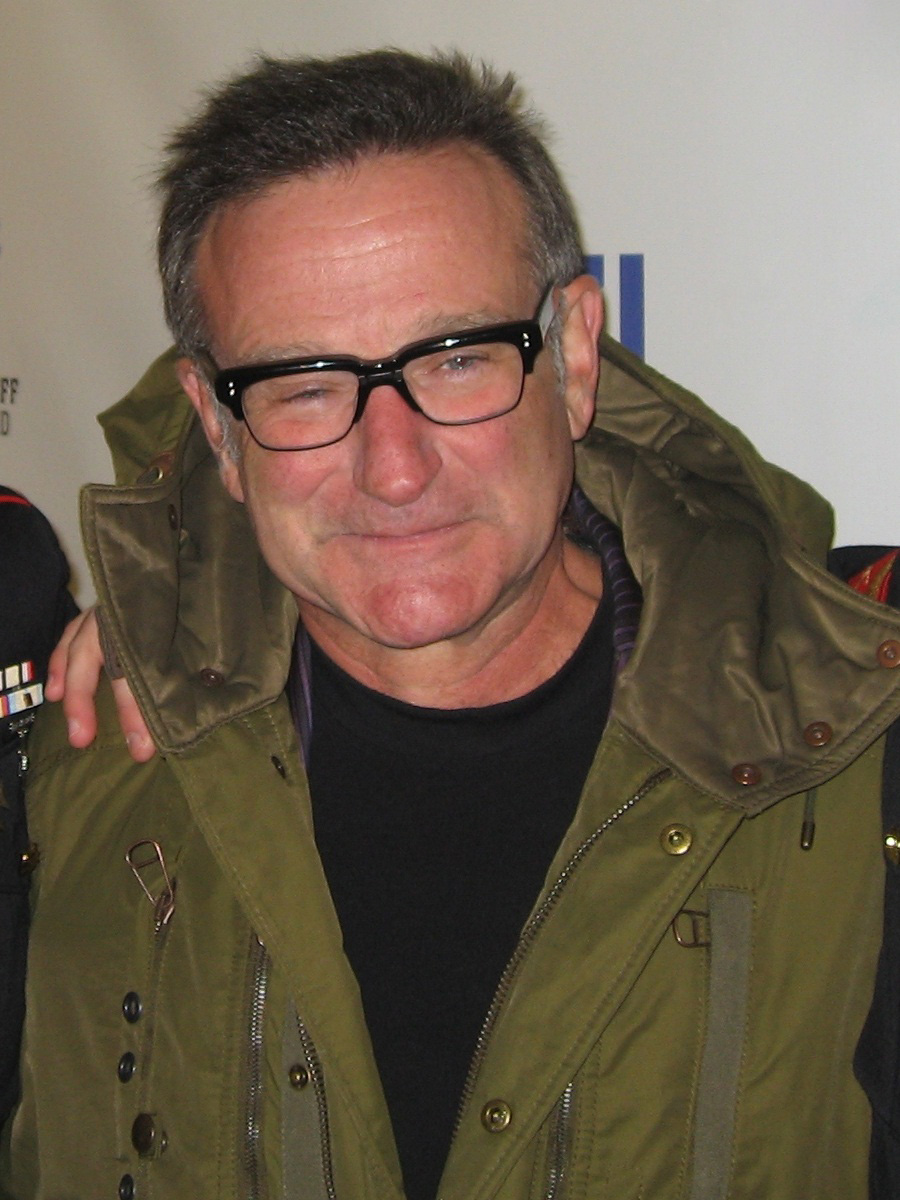
罗宾·威廉斯因《心灵捕手》获男配角奖。

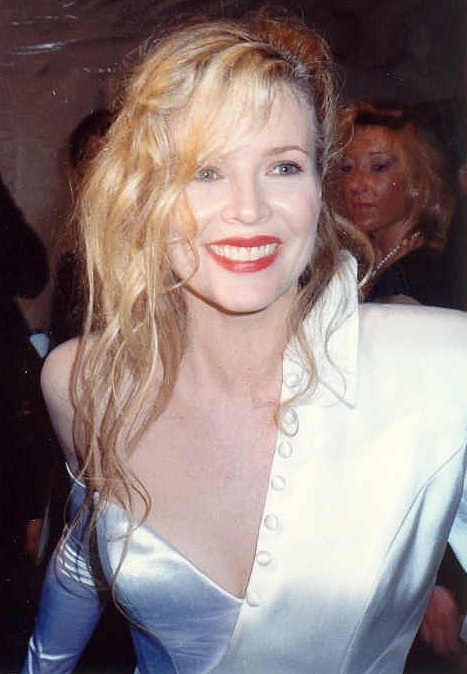
金·贝辛格因《洛城机密》获女配角奖。

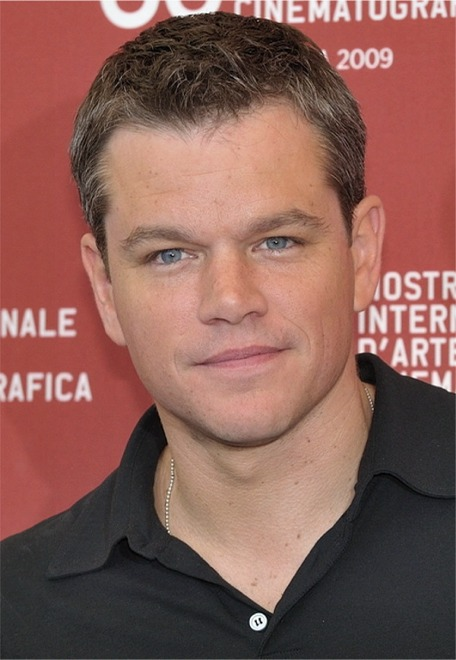
马特·达蒙因《心灵捕手》获原著剧本奖。

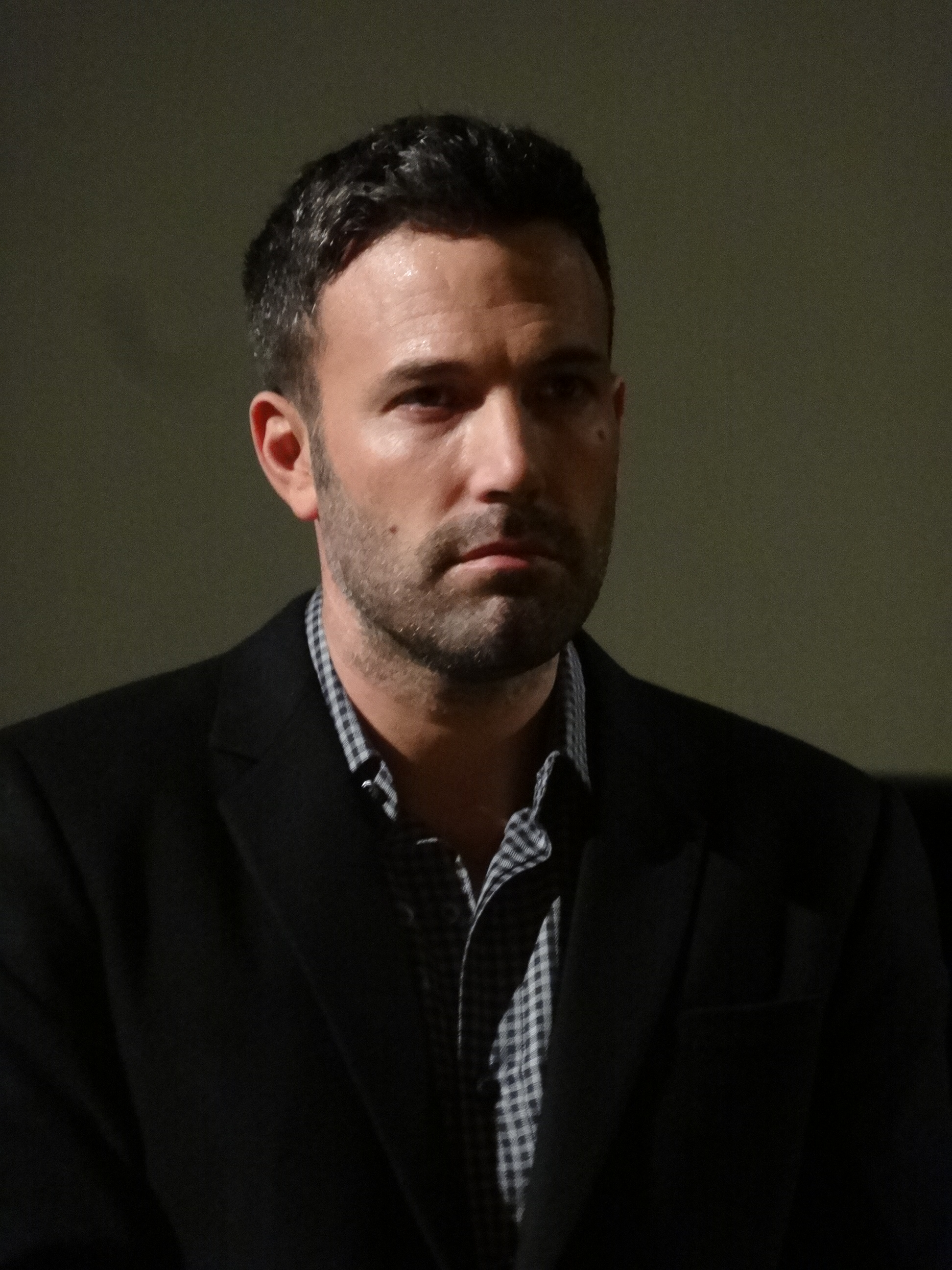
本·阿弗莱克因《心灵捕手》获原著剧本奖。

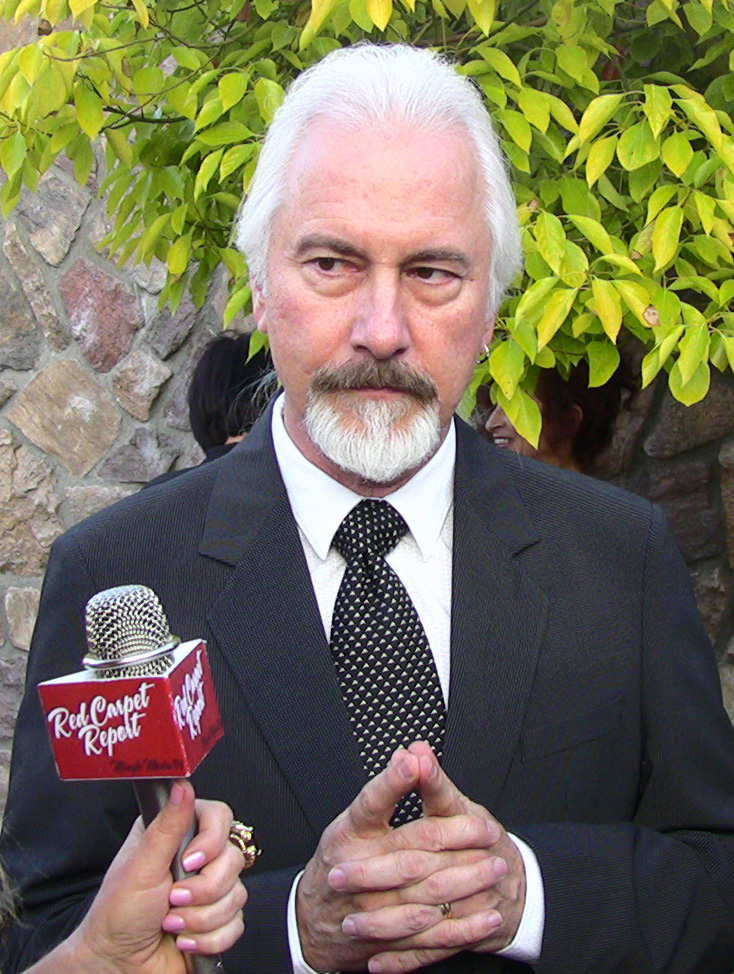
里克·贝克因《黑衣人》获化妆奖。

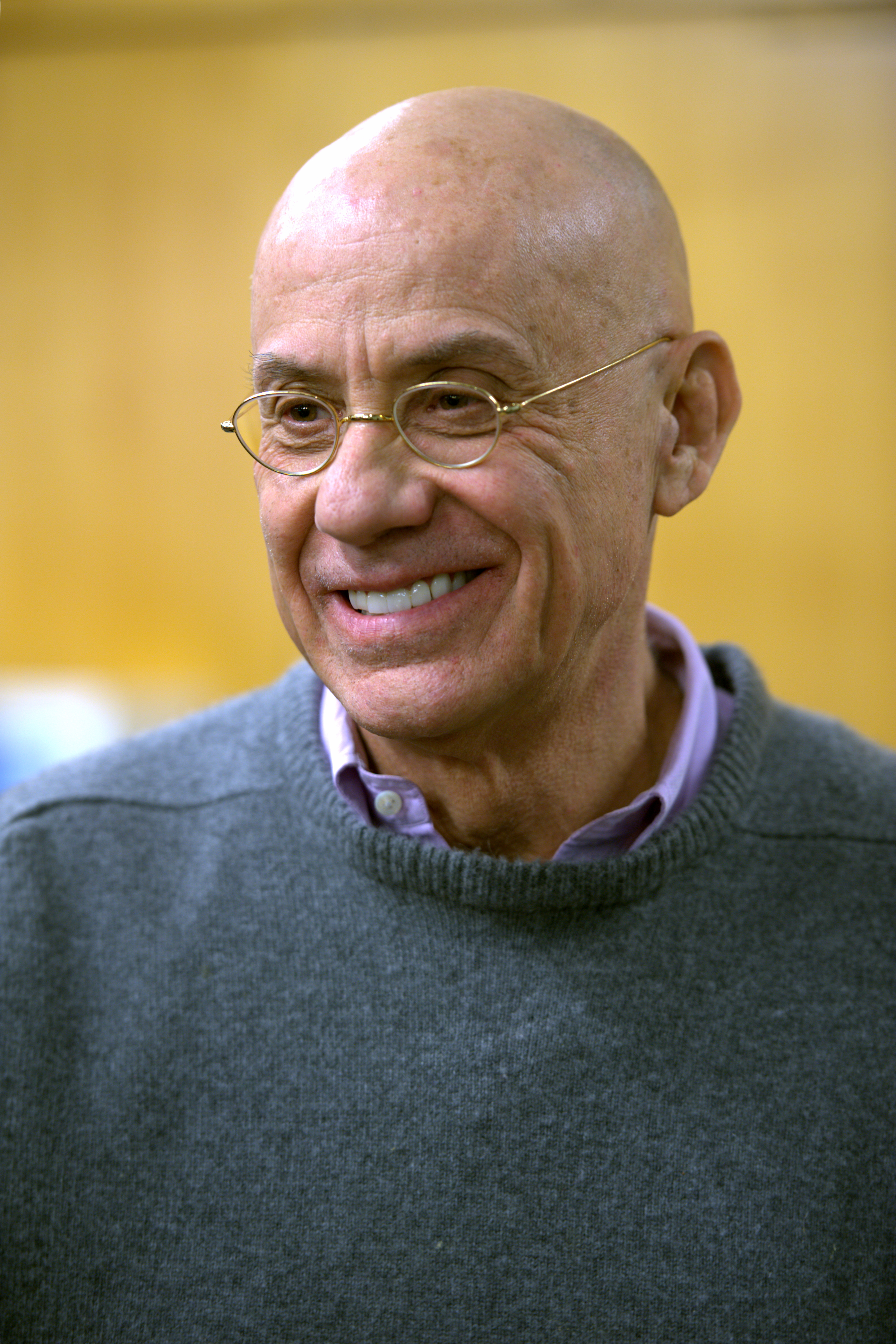
詹姆斯·艾罗瑞因《洛城机密》获原著改编奖。

获奖作品列在最上方一行，并且右侧会附上‡符号：
| 最佳影片 | 导演 |
| --- | --- |
| - 《泰坦尼克号》——詹姆斯·卡梅隆和乔恩·兰多‡ - 《尽善尽美》——詹姆斯·L·布鲁克斯、布里吉特·约翰逊（Bridgit Johnson）和克里斯蒂·泽亚（Kristi Zea） - 《光豬六壯士》——烏貝托·帕索里尼 - 《心灵捕手》——劳伦斯·班德（Lawrence Bender） - 《洛城机密》——艾農·米爾臣、柯蒂斯·汉森和迈克尔·内桑森（Michael Nathanson）                               | - 詹姆斯·卡梅隆——《泰坦尼克号》‡ - 彼得·卡坦纽（Peter Cattaneo）——《光豬六壯士》 - 艾腾·伊格言——《意外的春天》（The Sweet Hereafter） - 柯蒂斯·汉森——《洛城机密》 - 葛斯·范·桑——《心灵捕手》 |
| 男主角 | 女主角 |
| - 杰克·尼科尔森——《尽善尽美》‡ - 马特·达蒙——《心灵捕手》 - 劳勃·杜瓦——《来自天上的声音》（The Apostle） - 彼得·方達——《养蜂人家》（Ulee's Gold） - 德斯汀·荷夫曼——《摇尾狗》（Wag the Dog） | - 海伦·亨特——《尽善尽美》‡ - 海伦娜·博纳姆·卡特——《鸽之翼》 - 茱莉·姬丝蒂——《晚霞》（Afterglow） - 茱蒂·丹契——《布朗夫人》（Mrs. Brown） - 凯特·温丝莱特——《泰坦尼克号》 |
| 男配角 | 女配角 |
| - 罗宾·威廉斯——《心灵捕手》‡ - 罗伯特·佛斯特——《危险关系》（Jackie Brown） - 安东尼·霍普金斯——《勇者无惧》 - 格雷戈·金尼尔——《尽善尽美》 - 毕·雷诺斯——《不羁夜》（Boogie Nights） | - 金·贝辛格——《洛城机密》‡ - 瓊安·庫薩克——《新郎向后跑》 - 明妮·德里弗（Minnie Driver）——《心灵捕手》 - 茱莉安·摩尔——《不羁夜》 - 格劳瑞亚·斯图尔特——《泰坦尼克号》 |
| 原著剧本 | 原著改编 |
| - 《心灵捕手》——马特·达蒙和本·阿弗莱克‡ - 《尽善尽美》——马克·安德勒斯（Mark Andrus）和詹姆斯·L·布鲁克斯 - 《解构爱情狂》（Deconstructing Harry）——伍迪·艾伦 - 《光豬六壯士》——西蒙·博福伊（Simon Beaufoy） - 《不羁夜》——保罗·汤玛斯·安德森                                                                                   | - 《洛城机密》——布萊恩·海格蘭和柯蒂斯·汉森改编自詹姆斯·艾罗瑞（James Ellroy）的同名小说‡ - 《忠奸人》（Donnie Brasco）——保罗·阿塔那斯奥（Paul Attanasio）改编自约瑟夫·D·皮斯托（Joseph D. Pistone）与理查德·伍德利（Richard Woodley）共同创作的自传文学《唐尼·布拉斯科：我在黑手党做卧底的日子》（Donnie Brasco: My Undercover Life in the Mafia） - 《意外的春天》——艾腾·伊格言改编自罗素·班克斯的同名小说 - 《摇尾狗》——大卫·马梅（David Mamet）和希拉里·亨金（Hilary Henkin）改编自拉瑞·白恩哈特（Larry Beinhart）的小说《美国英雄》（American Hero） - 《鸽之翼》——霍辛·阿米尼改编自亨利·詹姆斯的同名小说 |
| 外语片 | 原创歌曲 |
| - 《角色》（荷兰，荷兰语）——麦克·范·迪亚姆（Mike van Diem）‡ - 《走出寂静》（Jenseits der Stille）（德国，德语）——卡洛琳·林克 - 《九月的四天》（O Que É Isso, Companheiro?，巴西，葡萄牙语）——布诺 巴纳多（Bruno Barreto） - 《心里的秘密》（Secretos del corazón，西班牙，西班牙语）——曼特·阿门达里兹（Montxo Armendáriz） - 《小偷》（Вор Vor，俄罗斯，俄语）——帕维尔·丘赫莱伊（Па́вел Григо́рьевич Чухра́й）                 | - “”（《泰坦尼克号》插曲）——作曲：詹姆斯·霍纳，作词：威尔·詹宁斯（Will Jennings）‡ - “”（《安娜斯塔西娅》插曲）——作曲：斯蒂芬·弗莱厄蒂（Stephen Flaherty），作词：林恩·阿伦斯（Lynn Ahrens） - “”（《空中监狱》插曲）——词曲：黛安·华伦（Diane Warren） - “”（《心灵捕手》插曲）——词曲：艾略特·史密斯 - “”（《大力士》插曲）——作曲：亚伦·孟肯，作词：大卫·兹普尔（David Zippel） |
| 纪录片 | 纪录短片 |
| - 《遥遥归乡路》——拉比·马文·海尔（Rabbi Marvin Hier）和理查德·创格（Richard Trank）‡ - 《四个小女孩》（4 Little Girls）——史派克·李和山姆·波拉德（Sam Pollard） - 《兰德：一种生命感》（Ayn Rand: A Sense of Life）——迈克尔·帕克斯顿（Michael Paxton） - 《色彩直冲而上》（Colors Straight Up）——米歇尔·奥哈扬（Michèle Ohayon）和朱莉娅·沙克特（Julia Schachter） - 《韦科惨案：交战守则》（Waco: The Rules of Engagement）——丹·吉福德（Dan Gifford）和威廉·加扎奇（William Gazecki） | - 《复原的故事》——唐娜·杜威（Donna Dewey）和卡罗尔·帕斯特纳克（Carol Pasternak）‡ - 《阿拉斯加：荒野的精神》（Alaska: Spirit of the Wild）——乔治·凯西（George Casey）和保罗·诺夫罗斯（Paul Novros） - 《亚马逊》（Amazon）——基斯·梅里尔（Kieth Merrill）和乔纳森·斯特恩（Jonathan Stern） - 《家庭视频日记：新娘的女儿》（Family Video Diaries: Daughter of the Bride）——特里·兰德尔（Terri Randall） - 《还在踢：美妙的棕榈泉歌舞团》（Still Kicking: The Fabulous Palm Springs Follies）——梅尔·达米斯基（Mel Damski）和安德烈·布劳格兰德（Andrea Blaugrund） |
| 實景短片 | 动画短片 |
| - 《外交官的选择》——克里斯·田岛（Chris Tashima）和克里斯·多纳休（Chris Donahue）‡ - 《舞舞少女》（Dance Lexie Dance）——蒂姆·隆（Tim Loane） - 《谈谈》（It's Good to Talk）——罗杰·戈比（Roger Goldby）和巴兹·赖斯（Barney Reisz） - 《亲爱的？》（Sweethearts?）——伯吉·拉森（Birger Larsen）和托马斯·林德霍姆（Thomas Lydholm） - 《沃尔夫冈》（Wolfgang）——安德斯·托马斯·詹森（Anders Thomas Jensen）和金·马格努松（Kim Magnusson）                           | - 《棋逢敌手》——简·皮克瓦（Jan Pinkava）‡ - 《摇滚巨星佛瑞德》（Famous Fred）——乔安娜·奎因（Joanna Quinn） - 《老妇与鸽子》（La vieille dame et les pigeons）——西维亚·乔迈（Sylvain Chomet） - 《小红帽终极版》（Redux Riding Hood）——史蒂夫·摩尔（Steve Moore）和丹·奥香农（Dan O'Shannon） - 《美人鱼》（Русалка）——亚历山大·彼得罗夫 |
| 原创配乐（正剧类） | 原创配乐（音乐剧/喜剧类） |
| - 《泰坦尼克号》——詹姆斯·霍纳‡ - 《心灵捕手》——丹尼·叶夫曼 - 《洛城机密》——杰里·戈德史密斯 - 《勇者无惧》——约翰·威廉斯 - 《達賴的一生》——菲利普·格拉斯 | - 《光豬六壯士》——安妮·杜德利‡ - 《黑衣人》——丹尼·叶夫曼 - 《尽善尽美》——汉斯·季默 - 《我最好朋友的婚礼》——詹姆斯·纽顿·霍华 - 《安娜斯塔西娅》——斯蒂芬·弗莱厄蒂（Stephen Flaherty）、林恩·阿伦斯（Lynn Ahrens）和大卫·纽曼（David Newman） |
| 音效剪辑 | 音效 |
| - 《泰坦尼克号》——汤姆·贝尔福特（Tom Bellfort）和克里斯托弗·博伊斯‡ - 《變臉》——马克·斯托金格（Mark Stoeckinger）和佩尔·哈贝格（Per Hallberg） - 《第五元素》——马克·曼基尼（Mark Mangini） | - 《泰坦尼克号》——加里·里德斯特罗姆、汤姆·约翰逊、加里·萨默斯和马克·乌拉诺‡ - 《超时空接触》——兰迪·汤姆、汤姆·约翰逊、丹尼斯·桑兹和威廉·开普兰 - 《空军一号》——保罗·梅西、里克·克莱恩、道格·亨普希尔和基思·韦斯特 - 《空中监狱》——凯文·奥康奈尔、格雷格·拉塞尔和阿特·罗切斯特 - 《洛城机密》——安迪·尼尔森、安娜·贝尔默和和柯克·弗朗西斯（Kirk Francis）                                                                                           |
| 艺术指导 | 摄影 |
| - 《泰坦尼克号》——彼得·拉蒙特（Peter Lamont）和迈克尔··福特（Michael D. Ford）‡ - 《黑衣人》——博·维尔奇（Bo Welch），谢丽尔·卡拉西克（Cheryl Carasik） - 《達賴的一生》——丹特·法拉提，弗朗西斯卡·罗·夏沃（Francesca Lo Schiavo） - 《千钧一发》——简·罗福斯（Jan Roelfs），南希·奈伊（Nancy Nye） - 《洛城机密》——珍妮·欧普瓦（Jeannine Oppewall），杰伊·哈特（Jay Hart）                           | - 《泰坦尼克号》——拉塞尔·卡朋特（Russell Carpenter）‡ - 《洛城机密》——但丁·斯宾诺蒂（Dante Spinotti） - 《鸽之翼》——爱德华多·塞拉（Eduardo Serra） - 《勇者无惧》——亚努斯·卡明斯基 - 《達賴的一生》——罗杰·狄金斯 |
| 化妆 | 服装设计 |
| - 《黑衣人》——里克·贝克和戴维·勒罗伊·安德森（David LeRoy Anderson）‡ - 《布朗夫人》——丽莎·韦斯科特（Lisa Westcott）、维罗尼卡·布雷布纳（Veronica Brebner）和贝弗利·宾达（Beverley Binda） - 《泰坦尼克号》——蒂娜·恩肖（Tina Earnshaw）、格雷格·坎农（Greg Cannom）和西蒙·汤普森（Simon Thompson）                                                                                      | - 《泰坦尼克号》——德博拉·林恩·斯科特（Deborah Lynn Scott）‡ - 《達賴的一生》——丹特·法拉提 - 《奥斯卡与露辛达》（Oscar and Lucinda）——珍妮特·帕特森（Janet Patterson） - 《勇者无惧》——露丝··卡特（Ruth E. Carter） - 《鸽之翼》——桑迪·鲍威尔（Sandy Powell） |
| 剪辑 | 视觉效果 |
| - 《泰坦尼克号》——康拉德·布夫（Conrad Buff）、詹姆斯·卡梅隆和理查德··哈里斯（Richard A. Harris）‡ - 《洛城机密》——彼得·霍内斯（Peter Honess） - 《心灵捕手》——彼得罗·斯卡利亚（Pietro Scalia） - 《空军一号》——理查德·弗朗西斯-布鲁斯（Richard Francis-Bruce） - 《尽善尽美》——理查德·马克斯（Richard Marks）                                                            | - 《泰坦尼克号》——罗伯特·勒加托（Robert Legato）、马克··拉索夫（Mark A. Lasoff）、托马斯··费舍尔（Thomas L. Fisher）和迈克尔·坎费尔（Michael Kanfer）‡ - 《侏罗纪公园：失落的世界》——丹尼斯·穆伦（Dennis Muren）、斯坦·温斯顿、兰德尔·杜特拉（Randal Dutra）和迈克尔·兰特里（Michael Lantieri） - 《星河战队》——菲尔·蒂贝特（Phil Tippett）、斯科特·安德森（Scott Anderson）、亚历克·吉利斯（Alec Gillis）和约翰·理查森（John Richardson） |

### 奥斯卡荣誉奖
- 斯坦利·多南[22]

### 获奖和提名大户
| 提名数量 | 片名             |
| -------- | ---------------- |
| 14       | 《泰坦尼克号》   |
| 9        | 《心灵捕手》     |
| 9        | 《洛城机密》     |
| 7        | 《尽善尽美》     |
| 4        | 《勇者无惧》     |
| 4        | 《光豬六壯士》   |
| 4        | 《達賴的一生》   |
| 4        | 《鸽之翼》       |
| 3        | 《不羁夜》       |
| 3        | 《黑衣人》       |
| 2        | 《空军一号》     |
| 2        | 《安娜斯塔西娅》 |
| 2        | 《空中监狱》     |
| 2        | 《布朗夫人》     |
| 2        | 《意外的春天》   |
| 2        | 《摇尾狗》       |

| 获奖数量 | 片名           |
| -------- | -------------- |
| 11       | 《泰坦尼克号》 |
| 2        | 《尽善尽美》   |
| 2        | 《心灵捕手》   |
| 2        | 《洛城机密》   |

## 颁奖和表演嘉宾
以下人士出场颁发了奖项或表演节目：:163

### 颁奖嘉宾（按出场顺序排列）
| 姓名                  | 角色                                                      |
| --------------------- | --------------------------------------------------------- |
| 诺曼·罗斯             | 第70届奥斯卡颁奖典礼广播员                                |
| 罗伯特·莱姆           | 致开幕词欢迎各位来宾光临颁奖典礼                          |
| 小库珀·古丁           | 颁发女配角奖                                              |
| 伊丽莎白·苏           | 颁发服装设计奖                                            |
| 达斯汀·霍夫曼         | 引出70年最佳影片奖得主剪辑片段                            |
| 内芙·坎贝尔           | 引出原创歌曲奖提名作品“”和”的现场表演                     |
| 阿诺·施瓦辛格         | 介绍最佳影片提名电影《泰坦尼克号》                        |
| 米拉·索维诺           | 颁发男配角奖                                              |
| 卡梅隆·迪亚茨         | 颁发音效奖                                                |
| 麦克·梅尔斯           | 颁发音效剪辑奖                                            |
| 西格妮·韦弗           | 介绍最佳影片提名电影《尽善尽美》                          |
| 海伦·亨特             | 颁发视觉效果奖                                            |
| 菲伊·雷（Fay Wray）           | 介绍颁奖嘉宾本·阿弗莱克和马特·达蒙                        |
| 本·阿弗莱克 马特·达蒙 | 颁发短片奖和动画短片奖                                    |
| 杰弗里·拉什           | 颁发女主角奖                                              |
| 安东尼奥·班德拉斯     | 颁发原创配乐奖（正剧类）                                  |
| 詹妮弗·洛佩兹         | 颁发原创配乐奖（音乐剧/喜剧类）                           |
| 德鲁·巴里摩尔         | 颁发化妆奖                                                |
| 亚历克·鲍德温         | 介绍最佳影片提名电影《洛城机密》                          |
| 塞缪尔·杰克逊         | 颁发剪辑奖                                                |
| 艾什莉·贾德           | 引出科技成果奖和戈登·E·索耶奖颁奖片段                     |
| 马丁·斯科塞斯         | 向斯坦利·多南颁发奥斯卡荣誉奖                             |
| 马特·狄龙             | 介绍最佳影片提名电影《心灵捕手》                          |
| 麦当娜                | 引出原创歌曲奖提名作品“”、“”和“”的现场表演 颁发原创歌曲奖 |
| 杰曼·翰苏             | 颁发纪录短片奖                                            |
| 罗伯特·德尼罗         | 颁发纪录片奖                                              |
| 乌比·戈德堡           | 引出纪念去世影人片段                                      |
| 梅格·瑞安             | 颁发艺术指导奖                                            |
| 罗宾·威廉斯           | 引出奥斯卡70年回顾片段                                    |
| 弗兰西斯·麦克多蒙德   | 颁发男主角奖                                              |
| 莎朗·斯通             | 颁发外语片奖                                              |
| 杰克·莱蒙 华尔特·马修 | 颁奖原著改编奖和原著剧本奖                                |
| 丹泽尔·华盛顿         | 颁发摄影奖                                                |
| 苏珊·萨兰登           | 引出奥斯卡大家庭相册片段                                  |
| 吉娜·戴维斯           | 介绍最佳影片提名电影《光豬六壯士》                        |
| 沃伦·比蒂             | 颁发导演奖                                                |
| 肖恩·康纳利           | 颁发最佳影片奖                                            |

### 表演嘉宾（按出场顺序排列）
| 姓名            | 角色     | 表演 |
| --------------- | -------- | --- |
| 比尔·康堤       | 音乐编排 | 管弦乐 |
| 比利·克里斯托   | 主持人   | 开场歌舞： 《泰坦尼克号》（用《盖里甘的岛》主题曲《盖里甘的岛之歌》的曲调） 《尽善尽美》（用《随我婆娑》插曲“”的曲调） 《心灵捕手》（用《柳暗花明》插曲“”的曲调） 《洛城机密》（用乔治·格什温创作的“”曲调） 《光豬六壯士》（用《我爱红娘》插曲“”的曲调）:168 |
| 迈克尔·波顿     | 表演者   | 《大力士》插曲“” |
| 艾莉娅          | 表演者   | 《安娜斯塔西娅》插曲“” |
| 特丽莎·耶尔伍德 | 表演者   | 《空中监狱》插曲“” |
| 艾略特·史密斯   | 表演者   | 《心灵捕手》插曲“” |
| 席琳·狄翁       | 表演者   | 《泰坦尼克号》插曲“” |

## 典礼资讯

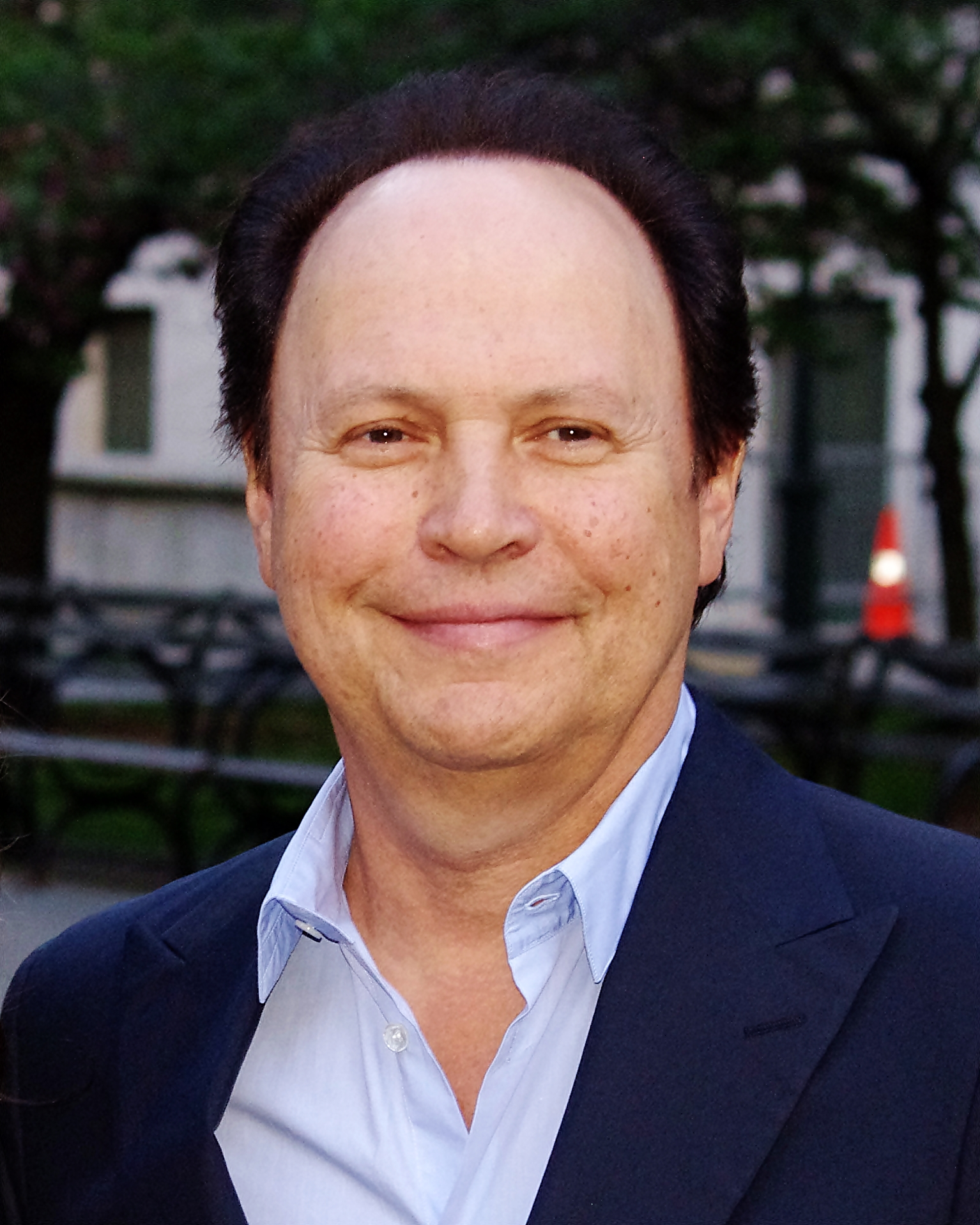
比利·克里斯托担任第70届奥斯卡颁奖典礼主持人。

1997年12月，美国电影艺术与科学学院聘请了资深奥斯卡电视转播制作人吉尔·凯茨担任1998年颁奖典礼的制片人。对此学院主席罗伯特·莱姆在新闻发布会上称：“吉尔已经成为完美的奥斯卡节目制作人，他一直都能够为电视转播赢得最高的收视率。他的节目中充满了机智、魅力和惊喜。”几天后，凯茨选择了喜剧演员比利·克里斯托担任晚会的主持人，他表示：“比利在去年的表现可谓无与伦比，没有（别的）任何人能够做得像他这样（出色）”。根据《今日美国》上发表的一篇文章，克里斯托曾在去年颁奖典礼五个月后向凯茨和学院表示，自己希望暂时休息一阵，不做主持人了。然而，来自学院、凯茨和多位家人、朋友的压力还是让他重新考虑了自己的决定:156。这第六次主持也让他主持的奥斯卡颁奖典礼次数仅次于鲍勃·霍普:157。
为了纪念奥斯卡金像奖七十周年，晚会中的一个称为奥斯卡大家庭相册的环节中将有70位曾获过奖的演员一起出现在舞台上:185，报幕员诺曼·罗斯（Norman Rose）将会报出各位演员及其获奖的电影片名。到片段末尾时，本届晚会上的获奖演员金·贝辛格、海伦·亨特和罗宾·威廉斯都将加入他们的行列。这也成为继1978年举行的第50届奥斯卡颁奖典礼以来聚集过去获奖者最多的一次:177。
另外还有多人参与了颁奖典礼的制作。比尔·康堤（Bill Conti）担任晚会的音乐总监。舞蹈家丹尼尔·艾兹拉洛（Daniel Ezralow）编排了音乐剧和喜剧类原创配乐奖提名作品的现场歌舞:170。巴特熊还意外出现在晚会现场，与男演员麦克·迈尔斯一起颁发了音效奖:168。

### 提名电影票房表现
截止2月10日提名名单公布时，五部获最佳影片提名电影在美国的总计票房收入为5亿7881万4463美元，平均每部1亿1576万2893美元。其中《泰坦尼克号》以3亿3871万零764美元位居榜首，之后分别是收入9263万7620美元的《尽善尽美》，进账6886万5287美元的《心灵捕手》，收入3973万8569美元的《洛城机密》和进账3886万2223美元的《光豬六壯士》。
在1997年美国电影票房50强中，有15部电影获得了共计40项提名。只有《泰坦尼克号》（冠军）、《尽善尽美》（第16位）、《心灵捕手》（第20位》和《新郎向后跑》（第24位）四部获得了最佳影片、导演，或表演、编剧类奖项提名。另外11部获提名的分别是《黑衣人》（亚军）、《侏罗纪公园：失落的世界》（季军）、《空军一号》（第5位）、《我最好朋友的婚礼》（第7位）、《变脸》（第9位）、《空中监狱》（第12位）、《超时空接触》（第13位）、《大力士》（第14位）、《第五元素》（第25位）、《安娜斯塔西娅》（第30位）和《星河战队》（第34位）。

### 专业评价
本场晚会获得了大部分媒体的正面评价。《洛杉矶时报》电视评论员霍华德·罗森伯格（Howard Rosenberg）称赞主持人克里斯托把音乐剧和喜剧当成笑料的巧妙做法值得最高的评价。《旧金山纪事报》专栏作家约翰·卡门（John Carman）对节目赞不绝口：“这是20年来最优秀的奥斯卡颁奖典礼。”他对主持人予以高度评价，称克里斯托在这个夜晚的表现非常犀利。《西雅图时报》电视栏目主编凯·麦克法登（Kay McFadden）也称赞了克里斯托的表现，称他对时机的把握和判断能力上都近乎无懈可击。此外，她还认为晚会时长虽然一拖再拖，但这仍然是自己印象中近来电视上最具智慧的现场晚会直播节目。
不过也有部分媒体对节目的表现予以负面评价。《综艺》的雷·里奇蒙（Ray Richmond）抱怨节目让人晕晕欲睡，还批评克里斯托只会说一些俏皮话，让节目沉沦得“比那艘巨轮还要快”。《波士顿环球报》（Boston Globe）电视评论员马修·吉尔伯特（Matthew Gilbert）哀叹道：“昨晚的奥斯卡晚会几乎没有一个自由发挥的瞬间”。《费城问询报》影评人卡丽·瑞基（Carrie Rickey）感叹，《泰坦尼克号》不可避免地横扫了这个满载过往奥斯卡亮点片段而沉没的夜晚。

### 收视率和奖项
本届颁奖典礼通过美国广播公司在美国直播，其播出时段里平均有5725万观众收看，与去年相比提高了29%，而所有曾观看部分播出时段节目的观众总数则估计有8750万:187。从尼尔森收视率调查的数量看，节目的表现也好过之前，吸引了34.9%的家庭观看，在18至49岁年龄段观众群的收视率为24.2%。这也是继1974年第46届奥斯卡颁奖典礼开始汇编收视率数字以来的最高收视纪录。
1998年7月，颁奖典礼获得了第50届黄金时段艾美奖的8项提名，并在两个月后赢得了五项大奖，分别是综艺或音乐节目类杰出个人表现奖（比利·克里斯托），综艺或音乐节目类杰出导演奖（路易斯··霍维茨），剧情、综艺、迷你剧或电影类杰出照明指导奖，杰出音乐总监（比尔·康堤）以及综艺或特别节目类杰出音效奖。

### 纪念
| - 劳埃德·布里奇斯（Lloyd Bridges） - 理查德·杰克尔（Richard Jaeckel） - 索尔·卓别林（Saul Chaplin） - 斯坦利·科尔特斯（Stanley Cortez） - 威廉·赫基（William Hickey） - 保罗·杰瑞科（Paul Jarrico） - 多萝西·金斯利（Dorothy Kingsley） - 悉尼·盖瑞拉弗（Sydney Guilaroff） - 威廉·H·雷诺兹（William H. Reynolds） - 比莉·多夫（Billie Dove） - 雅克-伊夫·库斯托 - 斯塔比·凯伊（Stubby Kaye） | - 雷德·斯克尔顿 - 道恩·斯蒂尔（Dawn Steel） - 三船敏郎 - 布赖恩·基思（Brian Keith） - 克里斯·法利（Chris Farley） - 利奥·贾菲（Leo Jaffe） - 塞缪尔·富勒（Samuel Fuller） - 布吉斯·梅迪斯 - J·T·沃尔什（J. T. Walsh） - 罗伯特·米彻姆 - 詹姆斯·史都华 |